# Génération de 14

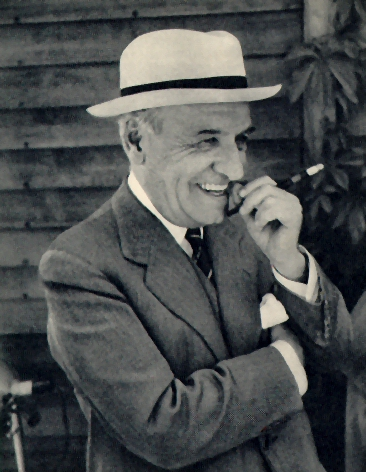
José Ortega y Gasset.

La Génération de 1914 (ou noucentisme)[pas clair] est une génération littéraire d'écrivains espagnols du début du XXe siècle située chronologiquement entre la génération de 98 et la génération de 27. Le terme est inventé par Lorenzo Luzuriaga, pédagogue et membre de la Liga de Educación Política (es), dans un article de 1947 où il fait la critique des Obras Completas (Œuvres complètes) de José Ortega y Gasset ; il choisit l'année lors de laquelle est apparu le premier livre important d'Ortega y Gasset, Meditaciones del Quijote (es), qui devient cette même année un intellectuel d'une grande présence publique grâce à sa conférence sur Vieja y nueva política (d). L'indiscutable prestige du philosophe fait qu'on appelle également cette génération « la génération d'Ortega ».
Appartiennent à cette génération les écrivains nés vers 1880 et qui ont commencé leur activité littéraire dans le XXe siècle et atteint leur maturité dans les années environnant 1914. Parmi les plus importants : José Ortega y Gasset, Gabriel Miró, Ramón Pérez de Ayala, Gustavo Pittaluga Fattorini, Manuel Azaña et Gregorio Marañón. Dans un article du 21 juillet 2010 dans El País, José Varela Ortega et Gregorio Marañón Bertrán de Lis expliquent qu'il s'agit de l'union entre la science de Marañón et l'humanisme d'Ortega. Avec des démarches esthétiques différentes, mais tout de même comparables en certains points, le poète Juan Ramón Jiménez et inclassable avant-gardiste Ramón Gómez de la Serna font également partie de cette génération. On les connaît également comme les « novecentistas » (ou génération du novencento — « neuf-cent »), par leur coïncidence avec le mouvement qu'Eugeni d'Ors définit depuis la Catalogne comme « Noucentisme ». Le choix de l'essai et de l'article de presse est caractéristique de la plupart d'entre eux comme étant un véhicule essentiel d'expression et de communication.
L'événement le plus notable de 1914 est l'éclatement de la Première Guerre mondiale (1914-1918) et fut particulièrement significatif pour cette génération, malgré le fait qu'elle ne soit pas marquée de manière autant décisive que pour les générations équivalentes des pays qui y ont pris part militairement et qui ne se désignent en général pas comme « génération de 1914 » mais comme « Génération perdue » ou « Génération du feu ». La neutralité de l'Espagne dans ce conflit a eu des conséquences sociales, politiques et économiques (Crise espagnole de 1917), et a déchaîné sur le plan intellectuel la division entre les partisans des puissances centrales (germanophiles) et ceux de leurs ennemis (francophiles et anglophiles). Ce débat prolonge ainsi la polémique antérieure entre « espagnoliser l'Europe » ou « européiser l'Espagne », qu'avaient particulièrement alimenté Miguel de Unamuno et José Ortega y Gasset et qui est également connue au travers de la devise unamunienne ¡Que inventen ellos! (es) (« Qu'ils se l'imaginent eux-mêmes ! ») ; elle fait par ailleurs aussi suite au différend entre le régénérationnisme et le casticisme, d'origine encore plus lointaine.

## Caractéristiques
Les caractéristiques de la génération de 14 sont en grande partie communes à celles du Noucentisme :
- Rationalisme et systématisation. Face à la génération antérieure, celle de 98, autodidacte, anarchisante et influencée par les courants philosophiques irrationalistes ou vitalistes, les membres de la génération de 14 se caractérisent par leur solide formation intellectuelle et par la systématisation de ses propositions.
- Contrairement au ruralisme de la génération de 98 (qui cherchait dans le « paysage et le paysannage » (« paisaje y el paisanaje »), en particulier ceux de Castille, l'essence de « ce qui est espagnol »), l'attention se tourne vers la ville et les valeurs urbaines (« civiles et civilisatrices »).
- Européisme et concept d'Espagne (es). Ils se sentent attirés par la culture européenne et analysent les problèmes de l'Espagne à partir de cette nouvelle perspective. Leur proposition consiste à moderniser intellectuellement le pays. De ce point de vue, leurs apports au débat sur la question espagnole (es) vont dans un sens différent de celui de la génération précédente, bien qu'il n'y eut pas de position générationnelle commune. Même parmi ceux qui ont par la suite formé l'Agrupación al Servicio de la República (es) (Groupe au service de la République, créé en 1931 par Marañón, Pérez de Ayala et Ortega y Gasset) et ceux qui se sont impliqués dans la Seconde République espagnole (Azaña), en particulier après la guerre civile espagnole, quand les débats qui ont eu lieu depuis l'exil républicain caractérisaient l'activité intellectuelle de personnalités tells qu'Américo Castro et Claudio Sánchez Albornoz.
- Militantisme transformateur et recherche de pouvoir. Incorporation à la vie active et officielle pour profiter des ressorts du pouvoir dans la transformation du pays. C'est ainsi qu'ils participent activement à la vie politique et sociale de l'Espagne.
- Intellectualisme. Le rejet du sentimentalisme et de l'exaltation personnelle les mène à l'analyse rationnelle de l'art, la poésie incluse.
- Scepticisme et « déshumanisation de l'art (es) » (deshumanización del arte, un concept créé par Ortega y Gasset dans l'un de ses essais portant ce titre en 1925). Cet « art déshumanisé », qu'est, selon Ortega y Gasset, l'art moderne, ne fait pas précisément référence à celui du début du XXe siècle, mais à celui des avant-gardes de l'entre-deux-guerres ; un art pur ou art pour l'art qui a produit en littérature la « poésie pure (es) ». Que l'art doive poursuivre comme but unique le plaisir esthétique n'était pas une idée nouvelle, se trouvant déjà dans le Parnasse français du XIXe siècle.
- Classicisme. Les modèles classiques — grecs et latin — s'imposent à nouveau et la sérénité devient le facteur esthétique prédominant.
- Formalisme (préoccupation pour la forme plus que sur le fond). Son esthétique a comme principal objectif une œuvre bien réalisée. Ce besoin conduit à la dépuration absolue du langage, à la perfection des formes et à un art pour les minorités.
- Élitisme, conséquence du point antérieur.
- Concept d'avant-garde esthétique, intellectuelle et sociale : le changement doit venir « d'en haut », d'une minorité (Juan Ramón Jiménez rendit célèbre sa dédicace « a la minoría, siempre » — « à la minorité, toujours »), ce qui justifie le choix d'une littérature « difficile », pour minorités, élitiste et même évasive (c'est-à-dire une séparation entre la vie et la littérature qui fait évader l'artiste de la réalité en l'enfermant dans une « tour d'ivoire »[6], où Juan Ramón lui-même essayait de s'abstraire de toute influence externe, même sensorielle, s'enfermant physiquement pour créer[7]. Cela induit également une autre choix : celui de projeter ce changement esthétique dans une transmutation de la sensibilité de la majorité, qui améliore la perception et l'accès des masses vers la culture et la science. La relation avec les masses a ainsi établi une dialectique difficile, présente dans l'œuvre d'Ortega y Gasset (Dans La Révolte des masses, son célèbre No es esto, no es esto (« Ce n'est pas ça, ce n'est pas ça »)[8], à cause du manque de coïncidences de leurs projets illustrés avec la réalité de la Seconde république.). Les idées ne sont pas strictement nouvelles, provenant du krausisme et de l'Institution libre d'enseignement ; elles ne se limitent cependant pas non-plus qu'au noucentisme ou à la génération de 14. D'ailleurs, leur réalisation effective correspond plutôt aux jeunes des générations suivantes (celle de 27, avec les Missions pédagogiques et La Barraca, dans le contexte de la Seconde république ; ainsi que celle de 36, dans le contexte tragique de la guerre civile et de la Révolution sociale espagnole, en particulier avec Miguel Hernández). La poésie sociale (es) de l'après-guerre inverse la devise « juanramonienne » et dédie son œuvre a la inmensa mayoría (« à l'immense majorité », Blas de Otero, 1955). Si le modernisme avait surtout vécu la crise idéologique, les hommes de la génération de 14 vivent la crisent socio-politique.

## Membres

### Écrivains

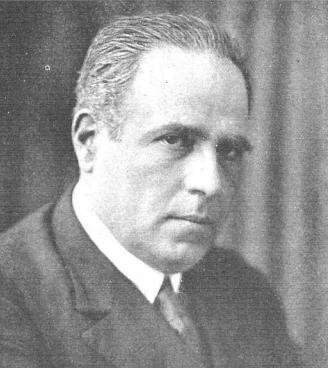
Eugenio d'Ors dans le Mundo Gráfico du 30 mars 1927 (Madrid)

Font partie de la génération de 14 les essayistes José Ortega y Gasset, Eugenio d'Ors, Manuel Azaña, Gregorio Marañón, Gustavo Pittaluga Fattorini, Salvador de Madariaga, Claudio Sánchez Albornoz, Américo Castro, Manuel García Morente, Rafael Cansinos Assens, Ramón de Basterra (es), Corpus Barga (es), Federico de Onís et Pablo de Azcárate ; les romanciers Gabriel Miró, Ramón Pérez de Ayala, Benjamín Jarnés, Wenceslao Fernández Flórez et Félix Urabayen (es) ; le dramaturge Jacinto Grau (es) ; les poètes Juan Ramón Jiménez et Josep Carner ; ou encore l'éclectique Ramón Gómez de la Serna. José Castillejo, éducateur, essayiste et secrétaire de la Junta para Ampliación de Estudios (es) a permis à toute une génération de scientifique d'étudier à l'étranger au moyen de bourses d'études.
Il est à noter la forte présence féminine dans cette génération, qui bénéficie des premières femmes qui ont pu avoir une formation universitaire, telles que María Goyri (à l'ombre cependant de son époux Ramón Menéndez Pidal), Zenobia Camprubí Aymar (idem, étant la compagne de Juan Ramón Jiménez), la pédagogue María de Maeztu ou les féministes paradoxalement opposées Clara Campoamor et Victoria Kent. D'autres sont devenues des disciples d'Ortega y Gasset, en particulier María Zambrano, même si elle est trop jeune pour appartenir à cette génération et qu'Ortega y Gasset attribuait de façon très significative le statut de « femme la plus intelligente qu'[il ait] jamais connue » à une femme de la génération antérieure : Matilde Padrón.
L'intégration de beaucoup d'auteurs dans l'une ou l'autre des générations n'est pas évidente. Certains, comme José Bergamín, sont plus proches, historiquement, de la génération de 27, mais sont parfois qualifiés de la « génération des essayistes » ; d'autres, comme León Felipe, bien que proches en âge du groupe de la génération de 14, sont parfois classifiés dans la « génération des poètes ».

### Artistes plastiques

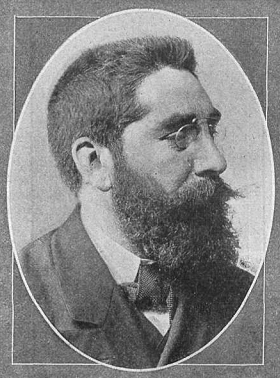
Ramón Casas dans le Mundo Gráfico du 20 août 1913 (Madrid)

Tandis que le noucentisme tel que défini par D'Ors possède une manifestation explicite dans les arts plastiques (dénommée « mediterraneísmo »), la génération de 14 ne définit pas de groupe d'artistes plastique avec une identité concrète, au-delà d'une avant-garde générique ou d'un certain éclectisme. Ces notions se sont manifestées lors de l'exposition constitutive du mouvement avant-gardiste en Espagne avec l'importante première exposition de la Sociedad de Artistas Ibéricos de 1925.
Le panorama artistique des deux premières décennies du XXe siècle est présidé par des peintres provenant du siècle antérieur : Ramón Casas, Hermen Anglada Camarasa, Joaquín Sorolla et Ignacio Zuloaga ; parmi les contemporains des écrivains de 14 figurent les peintres Juan Gris, Daniel Vázquez Díaz et José Gutiérrez Solana ; d'autres, d'un âge avancés, moins avant-gardistes, mais de plus grand succès à l'époque sont Julio Romero de Torres et José Maria Sert.
À noter enfin également les sculpteurs Josep Clarà, Julio González et Pablo Gargallo.
Ceux qui n'en font pas partie
Salvador Dalí et Joan Miró, d'une plus grande projection, appartiennent à la génération suivante, qui est déjà influencée par le surréalisme.
Enfin, si l'on devait considérer l'âge des artistes, il faudrait inclure dans cette génération Pablo Picasso (né en 1881), mais sa trajectoire artistique dépasse largement un tel cadre.